# Friebeisz István
Rajkai Friebeisz István, az 1860-as évektől Rajkay (Vác, 1822. március 2. – Budapest, 1890. február 8.) újságíró, jogi szakíró, lapszerkesztő, 1848-as honvédőrnagy, az első magyar színházi ügynökség tulajdonosa.

## Életpályája
Friebeisz István Pest megyei főszolgabíró és Kaprinay Anna fia, Friebeisz Ferenc bátyja volt. A gimnáziumot és bölcseletet szülővárosában, a jogot a Pesti Egyetemen egyetemen végezte; 1840-ben Pest megyénél esküdtnek nevezték ki, amely hivatalát hét évig viselte, s ez idő alatt különösen a községek és nép életére, valamint ennek jogi viszonyaira fordította figyelmét. Az 1848–49-es forradalom és szabadságharcban is honvéd lett és a 2. honvédzászlóaljban szolgált, ahol 1848. október 19-én hadnagy lett; 1849 júniusában Klapka Györgyöt Komáromba kisérte s átvette a Komáromi Lapokat, melyet a vár feladásáig szerkesztett. A vár feladásakor őrnagyi rangot viselt, egyszersmind a hadjárat historiográfusa volt. A szabadságharc után Pestre költözött és egészen az irodalomnak szentelte idejét. 1869-ben Lönhardt Edével együtt megalapították az első magyar színházi ügynökséget, melynek igazgatója volt haláláig. A színészek szerződtetését és a színdarabok elárusítását közvetítve, nagy szolgálatot tett a magyar színészetnek; ő pendítette meg a magyar színészegyesületek és a  színészi nyugdíjintézet ügyét, mely utóbbi a 19. század végén már 130 000 aranyforint tőkével rendelkezett.
Szerkesztette és kiadta a Komáromi Lapokat, mely hetenként hatszor jelent meg, 1849. július 11-től október 1-ig, összesen 68 számot; a Müller Gyula Nagy Naptárát 1853–56-ra, mely mintegy kezdete volt a későbbi és 19. századi nagy naptár-irodalomnak; a Délibáb Képes Naptárt 1857-re; a Divatcsarnokot 1853. novembertől 1854. december 30-ig; a Magyar Nép Könyvtárát 1854–55-ben öt füzetben; a Délibábot 1855. június 17-től 1858. végeig; a Hazai Beszély- és Regénytárt 1857-ben 8 füzetben; a Szinpadot 1872-től haláláig (1890. február 8.)
Az 1840, 1844. 1847–48 pozsonyi országgyűléseken mint több társulatok és egyesek levelezője volt jelen; ugyanekkor írt cikkeket a Regélőbe, Regélő Pesti Divatlapba (1843. Uti naplójából: Pesttől Pozsonyig, Pozsonytól Brünnig, Brünn és vidéke), Honderübe s Életképekbe (1844–47. II. 10., 11. sz. Az irói hitel érdekében, 1848). 1853-ban a Pesti Napló állandó munkatársa volt (1856. 486. sz. A magyar könyvek kelendőségének akadályairól); írt végül a Vasárnapi Ujságba (1855–1858.)

## Munkái
- Törvény-tanító a nép használatára, Pest, 1846.
- Gyakorlati jegyzetek közigazgatási szakban működők s e pályára készülők használatára. 24 táblával. Pest, 1851.
- Népjegyzői hivatal és a falusi tanács. Kézikönyv községi előljárók használatára. Pest, 1851. (2. kiadás Pest, 1852.)
- Törvénykezési kalauz. Magyarország, a Szerb vojvodina és Temesi bánát törvénykezés tekintetbeni jelen felosztásának kimutatása. Pest, 1852.
- Községek könyve. Községi hivatalnokok és lakosok használatára. Pest, 1853–56. Két kötet. (Ism. P. Napló 1853. 1012. sz.)
- Önügyvéd. Gyakorlati tanácsadó jogügyletekben. Utasítást nyújt az iránt: mily eljárás követendő a mindennap előfordulható legszükségesebb ügyletekben, ügyvéd közbenjárása nélkül. Pest, 1854.
- Magyarország legujabb felosztása betűrendben. Segédkönyv mindennemű hivatalok, ügyvédek s magánfelek használatára, melyből kiderül, minden magyarországi, szerb vojvodina és temesi bánsági község és puszta melyik járásbirósághoz, s ez ismét melyik országos vagy megyetörvényszékhez tartozik. Pest, 1856. 2. kiadás. Magyarország. Szerb-vojvodina és Temesi bánság legujabb felosztása stb. czím alatt. Pest, 1858.)

Kiadta Tompa Virágregéit (Pest, 1853.), Tompa Verseinek II. kötetét (Pest, 1854.), Czuczor Népies Költeményeit (Pest, 1854.), Szelestey Falu pacsirtáját (Pest, 1854.), Petrichevich Horváth Lázár Szent sirját (Pest, 1854.), a Legujabb Külföldi Regénycsarnokot (Pest, 1855–61. Dumas, Párisi Mohikánok, regény 34 kötetben), a Nefelejts c. évkönyvet 1855-re két kötetben Pesten és a Nagy Iván, Magyarország Családjainak I. és II. kötetét.
Eredeti színműveit: Karácsonyi ajándék, Bem apó s a fordítottakat: Szőke Duna (Berg), Jég palota, Cancan a törvényszék előtt (operette), előadták a Molnár György-féle Budai népszínházban.
Kézirata: A magyar gyermekbarát, olvasókönyv kisdedek használatára, Pécs, 1847. (Censurai példány a Magyar Nemzeti Múzeumban); levelei Erdélyi Jánoshoz Pécs, 1853. ápr. 30. és nov. 15. az Erdélyi Tárban (Erdélyi Pálnál.)
Családi neve helyett a 60-as évektől kezdve Rajkay F. István nevet használt.